# Subversive
Subversive ist ein Plug-in für die Integrierte Entwicklungsumgebung (IDE) Eclipse, welches die Integration der Quelltextverwaltung Subversion ermöglicht. Im Gegensatz zum alternativen älteren Versionsverwaltungssystem Concurrent Versions System (CVS) ist immer noch das gesonderte Hinzufügen zu Eclipse notwendig.
Im Wesentlichen werden die gleichen Funktionalitäten wie beim CVS-Plug-in unterstützt:
- Anzeigen des Repository
- Ablegen und Wiederholen des Projektes aus einem Repository
- Synchronisieren der eigenen und im Repository vorhandenen Änderungen
- Ablegen, Aktualisieren und Zurückstellen von Änderungen
- Anzeige der Änderungsübersicht
- Zusammenführen von verschiedenen Änderungen.